# 이범철 (일진회)
이범철(李範喆)은 대한제국 말기에 일진회와 자위단원호회 회원으로 활동했던 인물이다.
일진회 회원들이 대개 1904년 송병준과 이용구가 일진회를 결성할 무렵부터 활동을 시작했던 반면, 이범철은 1907년 일진회가 조직한 자위단원호회의 제11부 위원장을 맡으면서 한일 병합 조약 체결을 지지하는 일진회 계열의 친일 운동에 처음 모습을 드러냈다. 이범철은 자위단원호회 회원들을 이끌고 경상남도 지역에 파견되어 의병운동을 저지하는 일을 했다.
1909년 일진회가 대한협회, 서북학회와 삼파 연합을 논의할 때 중심 역할을 한 삼파연합정견협정위원이 되었고, 같은해 서기 직책을 맡아 일진회가 한일 병합 지지 여론을 일으키기 위해 벌인 합방청원운동에 가담했다. 특히 1909년 〈일한합방성명서〉를 발표하는 데 반대의 뜻을 보인 홍긍섭 등 내부 인물들을 축출할 때 임시총회의 서기를 맡았다. 이 무렵 이범철은 일진회의 핵심 인물인 송병준, 이용구와 가까운 사이인 것으로 《대한매일신보》에 보도된 바 있다.
1910년 한일 병합 후에 일진회가 해산되고 일본 정부가 해산금을 나누어주었을 때 300원을 수령했고, 1920년에는 유학 계열의 친일 단체인 대동사문회의 서기장을 지냈다. 1934년 흑룡회가 세운 일한합방기념탑 석실에도 일진회 활동을 근거로 합방에 공을 세운 인물로 기록되었다.

## 사후
- 2006년 친일반민족행위진상규명위원회가 조사 발표한 친일반민족행위 106인 명단과 2008년 발표된 민족문제연구소의 친일인명사전 수록예정자 명단 친일단체 부문에 포함되었다.

## 같이 보기
- 자위단원호회
- 일진회
- 대동사문회

## 참고 문헌
- 친일반민족행위진상규명위원회 (2006년 12월). 〈이범철〉 (PDF). 《2006년도 조사보고서 II - 친일반민족행위결정이유서》. 서울. 736~742쪽. 발간등록번호 11-1560010-0000002-10. 2007년 10월 8일에 원본 문서 (PDF)에서 보존된 문서. 2007년 8월 18일에 확인함.